# Горанець (Загреб)
Горанець (хорв. Goranec) — населений пункт у Хорватії, у складі громади Загреба.

## Населення
Населення за даними перепису 2011 року становило 449 осіб.
Динаміка чисельності населення поселення:

## Клімат
Середня річна температура становить 10,08 °C, середня максимальна – 23,54 °C, а середня мінімальна – -5,27 °C. Середня річна кількість опадів – 953 мм.
| Клімат поселення                              | Клімат поселення | Клімат поселення | Клімат поселення | Клімат поселення | Клімат поселення | Клімат поселення | Клімат поселення | Клімат поселення | Клімат поселення | Клімат поселення | Клімат поселення | Клімат поселення | Клімат поселення |
| Показник                                      | Січ.             | Лют.             | Бер.             | Квіт.            | Трав.            | Черв.            | Лип.             | Серп.            | Вер.             | Жовт.            | Лист.            | Груд.            |                  |
| Середній максимум, °C                         | 6,31             | 7,58             | 11,52            | 15,65            | 20,41            | 23,54            | 22,27            | 21,80            | 17,96            | 13,18            | 7,82             | 4,34             |                  |
| Середня температура, °C                       | 0,52             | 1,80             | 5,73             | 9,86             | 14,60            | 17,74            | 19,48            | 19,02            | 15,19            | 10,42            | 5,06             | 1,58             |                  |
| Середній мінімум, °C                          | −5,27            | −3,99            | −0,06            | 4,06             | 8,84             | 11,96            | 16,71            | 16,25            | 12,42            | 7,65             | 2,28             | −1,19            |                  |
| Норма опадів, мм                              | 51               | 51               | 64               | 72               | 83               | 104              | 90               | 95               | 92               | 91               | 91               | 69               |                  |
| Середньомісячна швидкість вітру, м/с          | 1.91             | 2.07             | 2.44             | 2.35             | 2.22             | 1.99             | 1.90             | 1.78             | 1.78             | 1.88             | 1.98             | 1.96             |                  |
| Середньомісячна сонячна радіація, кДж/м²·день | 4147             | 6937             | 10502            | 14821            | 18858            | 20691            | 21531            | 18791            | 13911            | 8749             | 4625             | 3328             |                  |
| --------------------------------------------- | ---------------- | ---------------- | ---------------- | ---------------- | ---------------- | ---------------- | ---------------- | ---------------- | ---------------- | ---------------- | ---------------- | ---------------- | ---------------- |
| Джерело:                                      |                  |                  |                  |                  |                  |                  |                  |                  |                  |                  |                  |                  |                  |